# Wzmacniacz różnicowy

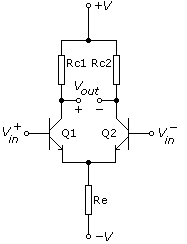
Poglądowy schemat wzmacniacza różnicowego

Wzmacniacz różnicowy – wzmacniacz dwuwejściowy zbudowany z dwóch tranzystorów pracujących w układzie wspólnego emitera, mających wspólny obwód emiterowy, w najprostszym przypadku rezystor. Rezystor ten stabilizuje punkty pracy obu tranzystorów i wymusza prąd płynący we wspólnym obwodzie, który jest równy sumie prądów obu tranzystorów. Przy dużej rezystancji prąd nie zależy od natężeń prądów na wejściach.
Napięcie wyjściowe wzmacniacza różnicowego jest zależne od różnicy napięć pomiędzy jego wejściami.
Wzmacniacz różnicowy może być sterowany z dwóch źródeł, które dołącza się do baz obu tranzystorów, tzw. sterowanie symetryczne, albo z jednego źródła – asymetryczne. Wyjście układu może być symetryczne, z kolektorów obu tranzystorów, albo asymetryczne – między kolektorem jednego z tranzystorów a masą. Układ umożliwia więc asymetryczne bądź symetryczne wejście i wyjście w różnych kombinacjach.
Wzmacniacze różnicowe są elementami konstrukcyjnymi wielu układów elektronicznych, np. wzmacniaczy operacyjnych. Idealny wzmacniacz różnicowy jest układem o dwu wejściach, który wzmacnia tylko różnicę napięć wejściowych niezależnie od sumy tych napięć.
Najprostszy układ wzmacniacza składa się z dwóch tranzystorów bipolarnych typu n-p-n (lub tranzystorów polowych z kanałem typu n), zasilania i trzech oporników. Przy budowie wzmacniaczy różnicowych dąży się do uzyskania dużego wzmocnienia różnicowego, dużego współczynnika tłumienia symetrycznego sygnału sterującego, dużej rezystancji wejściowej oraz małych sygnałów niezrównoważenia i ich dryftów. Poprawa parametrów wzmacniacza wymaga zwiększenia współczynnika wzmocnienia prądowego tranzystorów, rezystancji emitera i rezystancji obciążenia.
Wzmacniacz różnicowy jest często wykorzystywany w układach scalonych np. do budowy wzmacniaczy operacyjnych dla rozmaitych zastosowań. Technologia układów scalonych umożliwia wykonanie wzmacniacza operacyjnego jako miniaturowego elementu w obrębie struktury scalonej, co zapewnia identyczność parametrów oraz dobre sprzężenie termiczne obu tranzystorów.